# Potamogeton × olivaceus
Potamogeton × olivaceus là một loài thực vật có hoa lai ghép trong họ Potamogetonaceae. Loài này được Baagøe ex G.Fisch. miêu tả khoa học đầu tiên năm 1907.